# Бащанка
Бащанка (на украински: Баштанка) е град в Южна Украйна, Бащански район на Николаевска област.
Основан е през 1806 година. Населението му е около 13 072 души.